# Захват Ормуза (1622)
Захва́т Орму́за в 1622 году — соединенные англо-персидские силы уничтожили гарнизон португальской крепости на острове Ормуз, таким образом открывая торговлю между Персией и Англией. Португальцы удерживали крепость со времени аннексии Ормуза в 1507 году (тогда её строительство инициировал Афонсу д'Албукерки). Владение Ормузом давало португальцам полный контроль над торговлей между Индией и Европой через Персидский залив. «Захват Ормуза англо-персидскими войсками полностью изменил баланс сил».
Английские силы, предоставленные Английской Ост-Индской компанией, состояли из 5 кораблей и 4 пинасов. Персы недавно начали войну с Португалией и персидская армия осаждала португальский форт в Кешме, но они нуждались в английской помощи для захвата Ормуза Аббас I желал получить английскую поддержку против Португалии, и командир Имам-Кули хан, сын Аллахверди хана, вел переговоры с англичанами для получения их помощи, обещая развитие шелковой торговли в их пользу. Договор был подписан, обеспечивая разделение доходов и таможенных сборов в Ормузе, репатриацию захваченных в соответствии с их верой и уплата персами половины стоимости содержания флота.
Английский флот сначала отправился к Кешму, в 15 милях, для бомбардировки португальских позиций. Португальцы быстро сдались; английские потери были малы, но в них числился известный исследователь Уильям Баффин.
Затем англо-персидский флот отправился к Ормузу; персы высадились для завладения городом. Англичане бомбили крепость и потопили португальский флот, после чего Ормуз был, наконец, захвачен 22 апреля 1622. При этом погиб другой исследователь — Роберт Байлот. Португальцы вынуждены были отступить в Маскат.
Так как Англия и Португалия не находились в состоянии войны, герцог Бекингем пригрозил судами Компании, но отозвал своё заявление после получения суммы в 10 000 фунтов. Яков I получил такую же сумму после высказанной жалобы: «Разве я не уберег вас от исков испанцев, и вы мне никак за это не отплатили».
Захват Ормуза дал Компании возможность развивать торговлю с Персией, которая намеревалась менять английские ткани и другие артефакты на шёлк. Английский авантюрист Роберт Ширли также имел выгоду от развития этой торговли.

## Англо-сефевидский союз
Британская сторона была представлена в войне 5 боевыми кораблями и 4 малыми кораблями, предоставленными Ост-Индской компанией. Сефевиды уже начали войну до того, как был установлен союз с англичанами. Армия шаха Аббаса I окружила португальцев в крепости на острове Кешм. Шах Аббас надеялся, что англичане им помогут. По его приказу сын Аллахверди-хана Имамгулу-хан начал переговоры с англичанами и сумел заручиться их поддержкой. Взамен государство Сефевидов должно было пойти на уступки Англии в торговле шелком. Кроме того, стороны согласовали также вопросы о разделе таможенных доходов Ормуза и собираемой добычи, выдаче пленных своим странам по их убеждениям, а половину стоимости британского флота, участвовавшего в сражении, несут по Сефевидам.

## Операции
Через две недели после победы — 10 февраля, большое войско гильзбашей было двинуто к Ормузу, быстро овладели областью, быстро захватили город и осадили крепость, описанную Искандар-беем Мунши как "выдающийся образец мастерства Франки в искусстве крепостного строительства». Обстреливая форт с моря, англичане обстреляли не только форт, но и португальские корабли, укрывшиеся у стен форта. Как и зимой, на суше была организована батарея английских пушек. На этот раз португальцы упорно сопротивлялись. 17 марта, после разрушения одной из стен замка, кызылбаши атаковали, но не смогли захватить замок. Португальский гарнизон, оказывая столь яростное сопротивление, надеялся, что помощь скоро прибудет из Гоа. Даже если такая помощь придет, она может вступить в бой слишком поздно, с очень небольшим количеством воинов. 23 апреля 1622 года, после двух месяцев ожесточенного сопротивления, португальцы сдались, опасаясь расправы, когда форт захватили рыжие.
Так закончилось вековое правление португальцев в Персидском заливе. Фикероа приписывает эту трагедию глупой испано-португальской агрессивной политике:
Я не осмелюсь сказать, кто заставил Совет, особенно поддержанный такой способной нацией, как англичане, совершить такую глупость, как начать войну против шаха Аббаса и напасть на него в его собственной стране... Несмотря на Присутствие небольшого отряда в Индии, прежде всего этого форта и района Ормуз, было явно обречено на неминуемое поражение и отдано на милость первому нападавшему.
Уцелевшие португальские воины, женщины и дети были доставлены в Маскар и Сохар. Опять же, мусульмане, сражавшиеся на стороне португальцев, были казнены. Ормуз был разграблен вместе со своим важным богатством. Моннокс описывает это так:
Я не осмелюсь сказать, кто подтолкнул Совет, особенно поддержанный такой способной нацией, как англичане, на такую глупость, как развязывание войны против шаха Аббаса и нападение на него в его собственной стране… несмотря на присутствие небольшой силы в Индии , прежде всего, эта крепость и район Ормуза были явно оставлены на неизбежный разгром и на милость первого нападающего.
Кызылбаши был особенно впечатлен мощью захваченных ими португальских пушек. Эти пушки были доставлены в Исфахан и выставлены перед королевским дворцом. Искандер Бей Мунши описывает эти мячи как «каждый из них был шедевром искусства франкских мастеров». Позже британцы жаловались, что гызылбы забрали слишком много своей доли добычи. Они также были обеспокоены требованиями гызылбашей о том, что они не могут участвовать в оккупации форта, если они не пошлют на постоянной основе два корабля для осады форта, и поэтому отклонили предложение гызылбашей вместе атаковать португальцев в Маскате после Ормуза. Также добыча, захваченная англичанами в результате победы, была куплена ювелирами по дешевке.
После взятия Ормуза это место уже не имело для Аббаса такого значения. Он перевел всю торговлю в порт, который мог лучше защитить, ранее называвшийся Гембрун, а затем Бандар-Аббас после шаха. Этот район быстро рос и взял на себя функции Бочки, зоны входа английских торговых судов. Вскоре сюда начала вмешиваться Голландская Ост-Индская торговая компания, сначала как союзник, а затем как соперник британцев. После того, как португальцы потеряли свои земли в регионе, они предприняли несколько попыток вернуть их. 11 февраля 1625 года в Ормузе произошло сражение между португальскими кораблями и англо-голландскими кораблями. Говорят, что армия Сефевидов, наблюдавшая с берега, была поражена, увидев корабли, испускающие огонь и дым. Хотя битва не привела к абсолютной победе ни одной из сторон, португальцы больше не представляли угрозы для Ормуза. В том же году португальцы пришли к Аббасу, видя, что конкуренция между европейцами может принести ему только пользу, и позволили им открыть фабрику и построить форт на побережье в Конге. Португальцы также поддерживали хорошие отношения с правителем Басры Османским пашой. Правитель Басры считал хорошие отношения с португальцами важными для защиты своей внутренней независимости от Стамбула.
После взятия Ормуза король Испании выразил протест военному вмешательству британского правительства и потребовал объяснений, так как монархия двух государств была объединена. В качестве пояснения сообщалось, что рота вступила в бой по принуждению империи Сефевидов. Английский король Яков I и его фаворит герцог Бекингемский не беспокоились о протестах португальцев и намеревались разделить трофеи. Герцог Букингемский, как верховный лорд-адмирал, заявил, что он имеет право на одну десятую добычи, которую за последние годы корабли Ост-Индской компании забрали как из Португалии, так и из Ормуза. Его оценили в 100 000 фунтов стерлингов. Он получил свои 10 000 фунтов стерлингов после того, как пригрозил доставить компанию в Адмиралтейский суд и остановить их корабли в порту. И король ясно дал понять, что такая же сумма будет дана и ему, сказав: «Разве я спас вас от жалобы испанцев? и вы ничего не даете мне взамен?» Ему также дали 10 000 фунтов стерлингов.

### Итог
Хотя Португалией и Испанией правила одна и та же династия с 1580 по 1640 год, Англия и Португалия не находились в состоянии войны. Джордж Вильерс, герцог Бекингемский, начал угрожать компании по оказанию помощи Сефевидам. Но он закончил ее после получения 10 тысяч фунтов стерлингов, оговоренных в соглашении с Сафави. Король Джеймс I Джорджу Вильерсу: «Я освободил вас от ваших испанских обид, и вы ничего не даете мне взамен?» 10 000 фунтов также были даны королю после его слова.
Захват Ормуза создал для Ост-Индской компании благоприятные условия для развития торговли с Сефевидами. Британцы обменивали готовую одежду и другие изделия на шелк. Но некоторые трудности все же остались. Английский авантюрист Роберт Ширли также интересовался развитием этих торговых отношений.

## Галерея
- Уильям Баффин, погибший при взятии крепости Ормуз.
- Португальский форт на острове Кешм
- Португальский замок